# St. Katharina (Dytmarów)

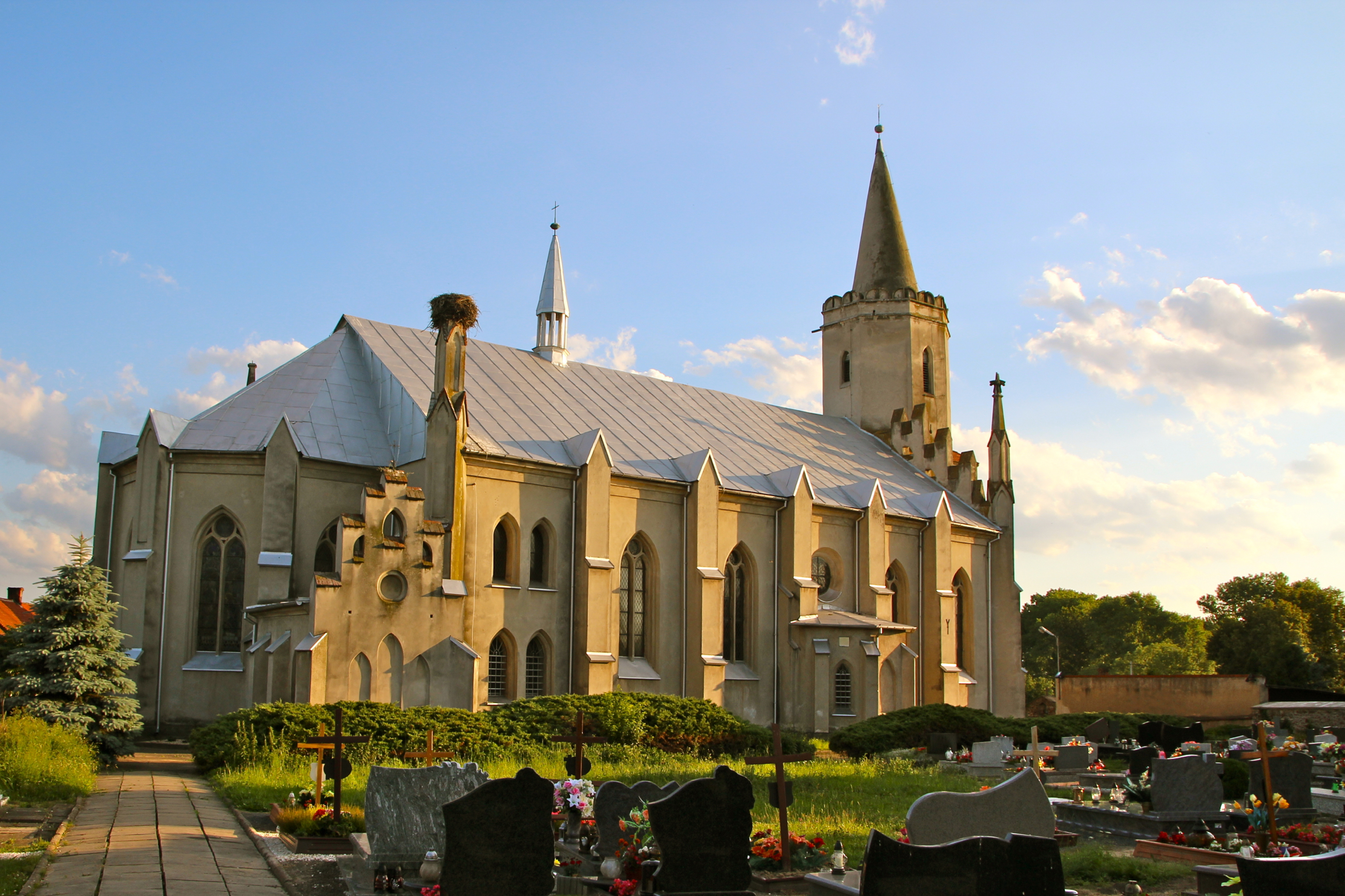
Katharinenkirche Nordseite mit Glockenturm

Die Kirche St. Katharina (polnisch Kościół św. Katarzyny) ist eine römisch-katholische Pfarrkirche in Dytmarów (Dittersdorf) im Powiat Prudnicki der Woiwodschaft Opole in Polen.

## Geschichte

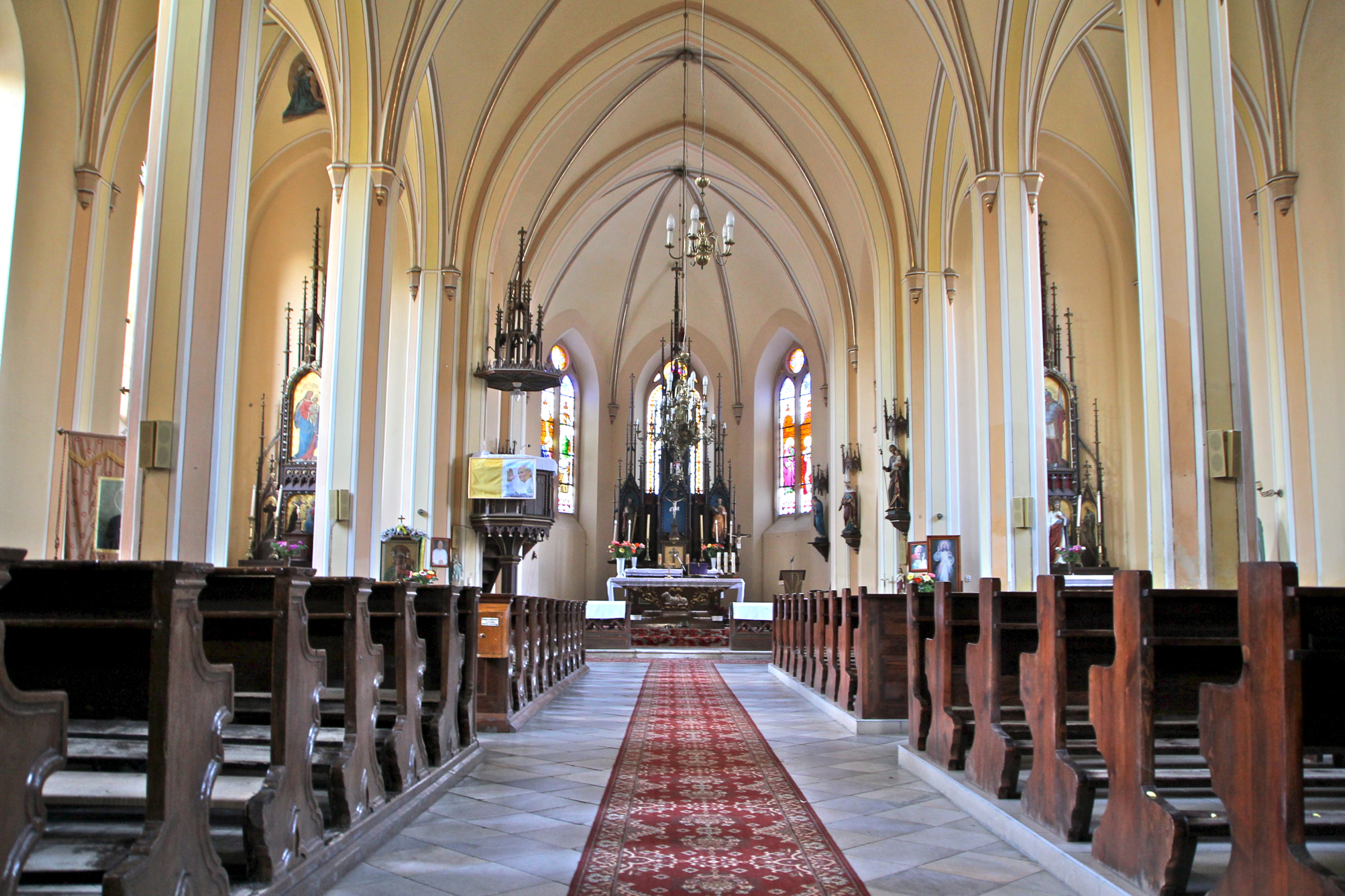
Blick in den Innenraum

Eine Kirche in Dittersdorf wurde erstmals 1331 erwähnt. 1660 wurde eine steinerne Kirche im Stil der Renaissance errichtet. In den 1850er Jahren brannte der Kirchenbau nieder. Der Neubau entstand 1857–1858 im Stil der Neogotik. Der Kirchturm des Vorgängerbaus wurde in den Neubau einbezogen.
Die Kirche steht seit 1958 unter Denkmalschutz.

## Architektur und Ausstattung
Die im Stil der Neogotik errichtete Hallenkirche besitzt ein dreischiffiges Langhaus mit einem kurzen Chor und einen Kirchturm mit einem Spitzhelm. Das Weihwasserbecken stammt aus dem 16. Jahrhundert, die spätgotische Monstranz aus dem Jahr 1516.
Umgeben ist die Kirche von einer Steinmauer aus dem 15. Jahrhundert.